# Lucas de Souza Ventura
Lucas de Souza Ventura, meglio noto come Nonoca (Leopoldina, 19 maggio 1998), è un calciatore brasiliano, centrocampista dell'Hapoel Be'er Sheva.

## Caratteristiche tecniche
È una mediano.

## Carriera
Cresciuto nelle giovanili del Cruzeiro ha esordito il 9 aprile 2017 in occasione del match del Campionato Mineiro vinto 2-0 contro il Democrata-GV.
Nel 2018 viene ceduto in prestito allo Sport Recife.

## Palmarès

### Club

#### Competizioni nazionali
- Campeonato Brasileiro Série B: 1

Cruzeiro: 2022
- Coppa d'Israele: 1

Hapoel Be'er Sheva: 2024-2025